# Yurie Igoma
Yurie Igoma (伊駒 ゆりえ Igoma Yurie?, 24 de febrero de 1999) es una seiyū japonesa afiliada a 81 Produce. Igoma comenzó su carrera en 2021 y en 2023 interpretó su primer papel principal como Ruby Hoshino en la serie de televisión de anime Oshi no Ko.

## Biografía
Igoma nació en la prefectura de Tochigi. Se interesó por primera vez en la actuación cuando estaba en segundo grado de primaria, después de ver una obra de teatro presentada por estudiantes de sexto grado. Ella también quería actuar cuando llegó al sexto grado, y cuando pudo hacerlo, se dio cuenta de que actuar era divertido para ella. Fue en este punto que se interesó en buscar un trabajo relacionado con la actuación cuando creciera. Otra inspiración fue su amor por las obras de Disney, que se vio fortalecido por los viajes familiares anuales a Tokyo Disneyland. Llegó al punto de que consideraba a Mickey Mouse como un mentor y a Walt Disney como alguien a quien respetaba.
Como resultado de su amor por las obras de Disney, Igoma finalmente decidió seguir una carrera como actriz de doblaje. Solicitó la admisión en una escuela de formación profesional tres días después de tomar su decisión. Pudo pagar su propia matrícula con los salarios que ganaba en un trabajo a tiempo parcial. Después de una audición en el campus, Igoma se afilió a 81 Produce y comenzó su carrera en 2021.
El primer papel principal de Igoma fue el de Ruby Hoshino en la serie de televisión de anime Oshi no Ko. Era el primer anime para el que audicionaba; en particular, quería interpretar a Ruby porque era fanática de la serie de manga original. Durante la audición, Aka Akasaka, el autor del manga, y otros le dijeron que "la verdadera Ruby había llegado". Además de expresar a Ruby, también interpreta canciones dentro del personaje como parte del grupo idol de la serie B-Komachi.
En abril de 2023, Igoma comenzó a presentar un programa de radio semanal en la red Nippon Cultural Broadcasting, y se desempeñó como uno de los presentadores de A&G NEXT STEP HOOOOPE!.
En marzo de 2024, Igoma fue uno de los ganadores del Premio al Mejor Actor Revelación en la 18ª edición de los Premios Seiyu.

## Filmografía
Los papeles principales están en negrita

### Anime
| Año  | Título                                                                  | Rol             | Refs. |
| ---- | ----------------------------------------------------------------------- | --------------- | ----- |
| 2022 | Duel Masters                                                            | Estudiante B    | [ 1 ] |
| 2022 | Kawaii dake ja Nai Shikimori-san                                        | Compradora      | [ 1 ] |
| 2023 | Oshi no Ko                                                              | Ruby Hoshino    | [ 4 ] |
| 2024 | Oshi no Ko 2nd Season                                                   | Ruby Hoshino    | [ 4 ] |
| 2025 | Kimi no Koto ga Dai Dai Dai Dai Daisuki na 100-nin no Kanojo 2nd Season | Newbie Idol     |       |
| 2025 | Twins Hinahima                                                          | Hinana          | [ 7 ] |
| 2025 | Watari-kun no xx ga Hōkai Sunzen                                        | Yukari Ishihara | [ 8 ] |